# Luigi Ernesto Palletti
Mons. Luigi Ernesto Palletti (* 29. října 1956 Janov) je italský římskokatolický duchovní a biskup Spezia-Sarzana-Brugnato.

## Život
Narodil se 29. října 1956 v Janově.
Po absolvování konzervatoře Conservatorio Niccolò Paganini vstoupil do arcibiskupského kněžského semináře. Teologické vzdělání získal na Papežské teologické fakultě Severní Itálie. Dne 29. června 1983 byl kardinálem Giuseppe Sirim vysvěcen na kněze a inkardinován do janovské arcidiecéze. Stal se farním vikářem v janovských čtvrtích Pontedecimo a Sestri Ponente, sloužil také jako nemocniční kaplan.
Od roku 1995 byl zpovědníkem nižšího semináře a od roku 1996 arcibiskupským kancléřem. Funkcí kancléře vykonával do biskupského jmenování. Byl kanovníkem katedrály svatého Vavřince a spirituálem kněžského semináře. Dne 18. prosince 2004 jej papež Jan Pavel II. jmenoval pomocným biskupem janovské arcidiecéze a titulárním biskupem z Fondi. Biskupské svěcení přijal 16. ledna 2005 z rukou kardinála Tarcisia Bertone a spolusvětiteli byli arcibiskup Paolo Romeo a biskup Alberto Tanasini.
Dne 20. října 2012 byl papežem Benediktem XVI. převeden do funkce biskupa Spezia-Sarzana-Brugnato.